# Geoff Rickly
Geoff W. Rickly (nacido el 8 de marzo de 1979) es un músico estadounidense, conocido por ser vocalista y escritor de la banda post-hardcore Thursday, fundada en 1997. Como productor musical, es notable su participación en el primer álbum de My Chemical Romance, I Brought You My Bullets, You Brought Me Your Love y el EP Like Phantoms, Forever, ambos de 2002. También produjo Hello Sailor (2005), de la banda The Blackout Pact.
Antes de cantar en Thursday, Rickly estudiaba para ser un profesor de inglés.
Geoff ha sido vocalista de las bandas Thursday, No Devotion (con miembros de Lostprophets), United Nations y Strangelight; esto se suma dos mixtapes experimentales como solista, lanzados en 2012 y 2013. Además de ser vocalista invitado en Ink & Dagger (2010-2011) y Turning Point (2016), ha contribuido en estudio con bandas como Circa Survive, Touché Amoré, My Chemical Romance, entre otras.
En 2009, Geoff fundó Collect Records.

## Discografía

### Thursday
- Waiting (1999)
- Full Collapse (2001)
- War All the Time (2003)
- A City by the Light Divided (2006)
- Common Existence (2009)
- No Devolución (2011)

### United Nations
- United Nations (2008, Eyeball Records)
- The Next Four Years (2014, Temporary Residence)[11]

### No Devotion
- Permanence (2015)
- No Oblivion (2022)